# Lewica socjalistyczna w Polsce

Trzy Strzały – symbol lewicowych socjalistów

Lewica socjalistyczna w Polsce – opozycyjne grupy, frakcje, a także samodzielnie partie polityczne wyłonione z Polskiej Partii Socjalistycznej na skutek rozłamu w kierownictwie lub krytyki jej linii politycznej.

## 1892-1918
Już na zjeździe paryskim padły głosy domagające się współdziałania z rewolucjonistami rosyjskimi. W organizacji krajowej PPS dochodziło do ostrych protestów przeciw ześlizgiwaniu się partii na pozycje nieproletariackie, nacjonalistyczne. Poszczególne artykuły zagranicznego organu PPS „Przedświtu” były z tych względów przez organizacje terenowe wycinane. Jeden z teoretyków PPS Kazimierz Kelles-Krauz stwierdził, że bliżsi są mu towarzysze z SDKPiL niż „koalicyjni socjaliści”, którzy według niego jawnie odeszli od marksizmu. Istotę sporu jaki toczył się wewnątrz PPS charakteryzował Jan Cynarski, autor pamiętnika o lewicowym działaczu PPS Józefie Kwiatku: „Nie kwestia niepodległości dzieliła. Świadomość polityczna proletariatu polskiego była wysoka. Niepodległa Polska jako republika demokratyczna, w przyszłości socjalistyczna - była hasłem zrozumiałym i nawet popularnym. Nie ta kwestia niepodległości dzieliła, a kwestia masowości ruchu i stosunku do rewolucyjnego ruchu rosyjskiego”.
Jedyną osobą, która na zjeździe paryskim, która nie chciała zrywać z marksizmem, był Jan Stróżecki.
W maju 1900 roku z PPS wyodrębniła się PPS „Proletariat”, niechętna reformistycznym tendencjom kierownictwa PPS. Istniała do 1908 roku.
Na początku 1906 roku, w czasie przygotowań do VIII Zjazdu PPS nastąpiła bezpośrednia próba rewizji przez „młodych” przyjętego w 1892 roku programu PPS. Próbę tę zwiastowała broszura Maksymiliana Horwitza „Przyczynek do programu PPS”. Broszura wskazywała, że przyjęty na zjeździe paryskim w 1892 roku program PPS opiera się na przesłance, iż ruch rewolucyjny w Rosji nieprędko nabierze decydującego znaczenia dla układu sił klasowych w Imperium Romanowów. Życie obaliło tę przesłankę i życie nakazuje rewizje starego programu - wskazywała broszura. Ta próba podważenia dotychczasowego programu została oficjalnie zaakceptowana na VIII Zjeździe, który uchwalił także konieczność opracowania nowego programu. VIII Zjazd potwierdził dotychczasową linię lewicy partyjnej.
Do otwartego konfliktu między prawicą i lewicą w PPS doszło na IX Zjeździe 1906 roku w Wiedniu. Zjazd postanowił wykluczyć Organizację Bojową z partii. Z lewicowej większości powstała PPS Lewica; grupa wykluczonych zaś, wraz ze swymi zwolennikami, utworzyła PPS Frakcję Rewolucyjną.
PPS Frakcja coraz mniej udzielała się w ruchu robotniczym. W miarę jak wycofywała się z działalności wśród klasy robotniczej Królestwa, przestawiała się coraz bardziej na akcję wojskową, której bazę przeniosła do Galicji. Ta polityka kierownictwa spotkała się z oporem niektórych działaczy PPS Frakcji. Część członków wystąpiła z PPS Frakcji i powołała Robotniczą Partię Polskich Socjalistów. Utworzono Komitet Warszawski, spełniający rolę Komitetu Centralnego i podjęto decyzję o wydawaniu pisma partyjnego pt. „Głos Robotników”. RPPS oparła się na załogach fabryk tworząc komitety fabryczne kierowane przez robotników. Partia dążyła do realizacji ideałów socjalistycznych i niepodległości Polski bez uprzedzeń do rewolucyjnego ruchu rosyjskiego. Był to program wyrażający swoisty kompromis między programem PPS Frakcji, PPS Lewicy i SDKPiL W początkach 1909 r. aresztowanie aż 40 członków faktycznie rozbiło RPPS.

## 1919-1939
W 1919 roku po decyzji kierownictwa PPS zakazującej współpracy socjalistów z komunistami przy tworzeniu Rad Delegatów Robotniczych oraz nakazującej tworzenie odrębnych tzw. Niepodległościowo-Socjalistycznych Rad, secesji dokonała PPS-Opozycja.
Na XVI Zjeździe PPS zorganizowanym w dniach 23–27 kwietnia 1919 roku w Krakowie lewica krytykowała i potępiła wojnę na wschodzie z powodu nie wprowadzenia na zdobytych przez Wojsko Polskie terenach, demokratycznych przeobrażeń, przede wszystkim reformy rolnej.
Lato 1920 roku i marsz Armii Czerwonej na Warszawę były katalizatorem nastrojów w szeregach PPS. Elementy radykalne i rewolucyjne z Jerzym Sochackim na czele wypowiedziały się za rewolucją i dyktaturą proletariatu. Z PPS odeszła także w 1921 roku grupa socjalistów z Bolesławem Drobnerem na czele, która w rok później zorganizowała się w samodzielną partię polityczną jako Partia Niezależnych Socjalistów (od roku 1924 jako Niezależna Socjalistyczna Partia Pracy). W roku 1928 pewna część jej członków, również z Drobnerem na czele, powróciła do PPS, zasilając lewe skrzydło partii.
Obradujący w Krakowie w dniach 8–9 grudnia 1923 roku II Zjazd Związku Niezależnej Młodzieży Socjalistycznej (ZNMS) większością głosów przyjął rezolucję o przystąpieniu do Socjalistycznej Międzynarodówki Młodzieży i zarazem stwierdzającą, że członkami ZNMS nie mogą być przeciwnicy tej międzynarodówki. Wobec tego lewica ZNMS, skupiona wokół Mieczysława Wągrowskiego, Jerzego Życkiego, Antoniego Bonieckiego i innych, zwołała do Krakowa na dzień 16 marca 1924 roku I Nadzwyczajny Zjazd delegatów ZNMS z ośrodka warszawskiego, krakowskiego i lwowskiego, na którym podjęto decyzje o utworzeniu odrębnego Związku Niezależnej Młodzieży Socjalistycznej „Życie”, jednoczącego akademicką młodzież rewolucyjną. Związek ten przyjął następnie nazwę OMS „Życie” i współpracował ściśle z Komunistycznym Związkiem Młodzieży Polski (KZMP) pod patronatem KPP. ZNMS zaś, po przezwyciężeniu kryzysu wewnętrznego, dalej działał w środowisku akademickim stojąc na pozycjach lewicowo-socjalistycznych.
Poparcie udzielane przez PPS Piłsudskiemu dokonującemu zamachu majowego pociągało za sobą nowy rozłam w PPS i w czerwcu 1926 roku powstała PPS Lewica, która nawiązała współpracę z Komunistyczną Partią Polski (KPP), ale już w lutym 1931 roku została rozwiązana przez władze państwowe, a znaczna część jej członków znalazła się w szeregach KPP. Warto zaznaczyć, że NSPP, kierowana przez Bolesława Drobnera odniosła się do powstania PPS-Lewicy krytycznie i nigdy między tymi partiami nie doszło do zbliżenia i współdziałania.
Działalność lewicy socjalistycznej wspierały zazwyczaj młodzieżowe organizacje socjalistyczne, między innymi: Związek Niezależnej Młodzieży Socjalistycznej i Organizacja Młodzieży Towarzystwa Uniwersytetu Robotniczego. Od początku lat trzydziestych OM TUR coraz wyraźniej stanowiła podporę w poczynaniach lewego skrzydła PPS.
W marcu 1931 roku odbyła się z inicjatywy Ludwika Winteroka konferencja różnych grup opozycyjnych Warszawy. Wybrany został Komitet Lewicy Socjalistycznej. Uchwalona deklaracja mówiła o: 1) konieczności rewolucyjnego wyjścia z kryzysu, 2) dyktaturze proletariatu, 3) obronie ZSRR, 4) organizowaniu na dalszą metę jednolitego frontu proletariackiego 5) utworzeniu bloku partii socjalistycznych, 6) uzdrowieniu Międzynarodówki Socjalistycznej. Na zakonspirowanych zebraniach w początkach czerwca 1931 roku warszawscy opozycjoniści w oparciu o ideową platformę lewicy II Międzynarodówki sformułowali nowe, ważne zasady dla OM TUR. Ich zdaniem organizacja winna potępić wszelkie koalicje socjalistów z partiami burżuazyjnymi, występować przeciwko głosowaniu socjalistów za budżetem wojskowym, wreszcie działać na rzecz budownictwa socjalistycznego w ZSRR, wyrażającego się w realizacji planów pięcioletnich. W celu przygotowania agitatorów proponowali oni utworzenie Koła Naukowego im. Marksa i Engelsa przy warszawskiej Organizacji Młodzieży TUR. Po zlikwidowaniu przez władze partyjne opozycji Winteroka doszło do powstania nowej opozycji. W głównej mierze nadal opierała się ona na elementach skupionych nadal wokół Winteroka. W lipcu 1932 roku powstał Komitet Opozycji Jednolitej. Działalność młodzieżowej opozycji znalazła odbicie na dorocznej Warszawskiej Konferencji OMTUR obradującej 24 kwietnia 1932 roku. Postawiona została na niej niezałatwiona zresztą na tym spotkaniu, sprawa nie podporządkowania się radykalizujących się kół: Powązkowskiego i Marymonckiego kierownictwu warszawskiego OM TUR. Rozwinęła się także dyskusja o charakterze politycznym nie przewidziana w porządku obrad. Dyskutanci ostro krytykowali między innymi posunięcia rządu w sprawie szkolnictwa, sądów doraźnych. Działalność grup opozycyjnych, w których krzyżowały się wpływy lewicy socjalistycznej i komunistów, uwidoczniła się zwłaszcza w czasie obrad Warszawskiej Okręgowej Konferencji PPS w lutym 1932 roku. Właśnie spośród młodzieżowych działaczy socjalistycznych głównie rekrutowali się opozycyjni delegaci konferencji. Zamierzali oni wysunąć do warszawskiego OKR PPS „jednostki bardziej zdecydowane, którym ślamazarna polityka będzie obca”. Wpływy lewego skrzydła w organizacji warszawskiej wzrosły o tyle, że jak podaje raport władz bezpieczeństwa na 32 członków OKR 15 to przedstawiciele radykalnego odłamu partii. Powstał nawet zamiar wydawania własnego organu prasowego przez lewe skrzydło partii.
Już w okresie poprzedzającym XXIII Kongres PPS doszło do poważnej aktywizacji lewego skrzydła partii. Na terenie krakowskiego Okręgowego Komitetu Robotniczego silnie wzrastały wpływy opozycji kierowanej przez Bolesława Drobnera. Do jego najbliższych współpracowników należeli Marian Bogatko i Julian Hochfeld, którzy domagali się dopuszczenia do władz OKR ludzi młodszych o poglądach, o poglądach radykalnych. Udało im się doprowadzić do wyboru na Kongres PPS wielu delegatów, zwolenników jednolitego frontu. Również na Górnym Śląsku kształtowała się opozycja pepeesowska, współdziałająca w lewicą krakowskiego OKR. Opozycja, inspirowana przez Drobnera, zmierzała do porozumienia z dołowymi organizacjami KPP. Dążyła ona na przykład do utworzenia jednolitofrontowego komitetu obrony więźniów politycznych. Podobnie opozycyjną działalność rozwijała w przededniu Zjazdu lewica partyjna w okręgu łódzkim i białostockim. Także na terenie innych okręgów silnie wzrastały wpływy elementów antyreformistycznych. Jednakże brak było tam wystąpień lewicy zorganizowanej tak, jak w Krakowskiem, na terenie Górnego Śląska, Łodzi czy Białegostoku.
XXIII Kongres PPS w lutym 1934 roku stał się areną ostrego starcia pomiędzy prawicą partii a elementami lewicowymi. Lewicowi delegaci krytykowali ugodową taktykę przywódców partii na wobec ataków sanacji na ustawodawstwo pracy i żądali wzmożenia walki w obronie zdobyczy społecznych. 14 lutego tego samego roku powstała Robotnicza Partia Socjalistyczna, założona przez Jana Kawalca, byłego sekretarza górnośląskiego OKR PPS, organizatora lewicowej grupy opozycyjnej PPS w 1933 roku.
Pod naporem lewicy w uchwałach XXIII Kongresu znalazło się hasło „dyktatury mas pracujących” (a nie dyktatury proletariatu jak formułowali ten postulat komuniści). W odróżnieniu od prawicy PPS lewicowi delegaci akcentowali na XXIII Kongresie potrzebę podjęcia przez II Międzynarodówkę rozmów z Międzynarodówką Komunistyczną.
Usunięci z PPS działacze z Eugeniuszem Kembrowskim na czele utworzyli w Łowiczu „Opozycję PPS”, która wydawała w listopadzie 1934 r. jednodniówkę „Iskry” w liczbie 1000 egzemplarzy oraz „Czyn Socjalistyczny” w nakładzie 3 tysięcy egzemplarzy. Najprawdopodobniej działała ona w powiązaniu z miejscową organizacją komunistyczną.
W drugiej połowie lat trzydziestych na fali walk antysanacyjnych i rosnącego zagrożenia Polski ukształtowała się w PPS nowa grupa lewicowa, stojąca na gruncie jednolitego frontu z komunistami. W grupie tej znaleźli się Norbert Barlicki, Stanisław Dubois, Adam Próchnik. Wyrazem jednolitofrontowej współpracy w tym okresie było wydawanie przez komunistów i lewicowych socjalistów wspólnej gazety – Dziennika Popularnego.

## 1939–1944
W ruchu socjalistycznym jesienią 1939 roku po zawieszeniu działalności Polskiej Partii Socjalistycznej zawiązała się WRN. Nie stanowiła ona jednak prostej kontynuacji przedwojennej PPS, choć za taką się uważała. Poza obrębem WRN pozostało wielu działaczy, przede wszystkim z dawnego nurtu lewicowego.
Działalność lewicy w początkowym okresie okupacji niemieckiej była bardzo utrudniona. Wielu czołowych jej działaczy znalazło się poza granicami kraju (Bolesław Drobner, Jan Szczyrek) bądź zostali już w pierwszym okresie okupacji aresztowani. Ośrodkiem krystalizacji lewicowego odłamu PPS stała się przede wszystkim Warszawa. W listopadzie 1939 roku w Łodzi rozpoczęła działalność PPS, kierowana przez dawnych „jednolitofrontowych” działaczy: Henryka Wachowicza, Wacława Jurczaka, Henryka Domeradzkiego, Leona Malinowskiego i innych. Rozpoczęto wydawanie pisma „Na Barykady”. Lewicowa grupa PPS we Lwowie skupiła się wokół Wincentego Markowskiego i Leszka Raabego. W Wilnie spośród byłych członków ZNMS powstała grupa odmawiająca identyfikacji z polityką WRN (wydawała pismo „Wolność Wileńska”).
Na przełomie lat 1939–1940 zaczęły się kształtować organizacyjne zręby lewicy socjalistycznej m.in. wokół Norberta Barlickiego, Stanisława Dubois, Adama Próchnika. W kwietniu 1940 roku ukazał się pierwszy numer „Barykady Wolności”, konspiracyjnego pisma lewicy socjalistycznej. Od nazwy pisma środowisko to określano mianem Grupa Barykada Wolności. Polscy socjaliści wysuwali postulat przeobrażeń społecznych w duchu socjalistycznym. Lewica socjalistyczna zajęła krytyczne stanowisko wobec rządu emigracyjnego i jego polityki. Odmiennie też od WRN oceniała ówczesną sytuację międzynarodową. Po wybuchu wojny niemiecko-radzieckiej wypowiedziała się za udzieleniem pomocy Związkowi Radzieckiemu i poparła układ polsko-radziecki z 30 lipca 1941 roku. W drugiej połowie 1941 roku odbył się w Warszawie zjazd lewicowych grup socjalistycznych, który powołał do życia jednolitą organizację – Polscy Socjaliści.
Nurt lewicowy utworzył swoją organizację wojskową, początkowo pod nazwą Formacje Bojowo-Milicyjne, na czele której stał Leszek Raabe. Potem z Wydziałów Sabotażu Formacji Bojowo-Milicyjnych powstała niezależna Socjalistyczna Organizacja Bojowa, również pod dowództwem Leszka Raabego, a potem Włodzimierza Kaczanowskiego; miała ona na celu prowadzenie działalności sabotażowej i dywersyjnej, współpracowała z „Kedywem” Komendy Głównej Armii Krajowej. Część Formacji Bojowo-Milicyjnych przekształciła się następnie w Milicję Ludową pod dowództwem Jana Mulaka.
Po wejściu prawicowych socjalistów na powrót w skład PKP (później KRP), lewica socjalistyczna znalazła się ponownie poza obozem londyńskim. W kwietniu 1943 roku odbył się II Zjazd Polskich Socjalistów, przekształcający dotychczasową swą organizację w Robotniczą Partię Polskich Socjalistów (RPPS). Nowa partia socjalistyczna poddała ostrej krytyce politykę rządu emigracyjnego, wypowiedziała się za koniecznością organizowania masowego ruchu partyzanckiego. Wysunęła jednocześnie koncepcję utworzenia przeciwstawnego obozowi londyńskiemu w kraju lewicowego ośrodka politycznego z udziałem socjalistów, ludowców i różnych organizacji demokratycznych. Jednakże RPPS przeciwstawiła się współdziałaniu z PPR i GL. Komitet Centralny RPPS podjął wówczas jednomyślną uchwałę o nawiązaniu ścisłej współpracy z Komendą Obrońców Polski (KOP) celem utworzenia formacji wojskowej przeciwstawiającej się sanacyjnemu dążeniu do monopolu nad wojskiem i administracją. 7 kwietnia 1943 roku w konspiracyjnym lokalu przy dworcu kolejki grójeckiej na Służewcu została zawarta umowa między KOP a RPPS o powołaniu Polskiej Armii Ludowej, która zjednoczyła w swoich szeregach takie organizacje jak: Milicja Ludowa RPPS, Korpus Obrońców Polski oraz grupy bojowe PLAN. Natomiast do zjednoczenia politycznego tych organizacji (RPPS, PSD, PLAN) doszło dopiero po III Zjeździe RPPS, na przełomie września i października 1943 r. Porozumienie to wyłoniło nowy ośrodek polityczny pod nazwą Naczelny Komitet Ludowy, posiadający jednak małe wpływy w społeczeństwie i niewielki zasięg działania.
Znajdująca się w ZSRR grupa lewicowych działaczy PPS skupiająca się wokół Bolesława Drobnera współpracowała z komunistami zarówno w Związku Patriotów Polskich, jak i utworzonej 1 Armii Polskiej. Należeli do niej Feliks Mantel, Ryszard Obrączka, Stefan Matuszewski, Stanisław Gross. Bezpośrednio przed utworzeniem Polskiego Komitetu Wyzwolenia Narodowego (PKWN), kontakty z ZPP nawiązał znany działacz lewicy PPS Oskar Lange, przebywający w latach wojny w Stanach Zjednoczonych. Opowiedział się on za programem rewolucyjno-demokratycznym.

## 1944–1948

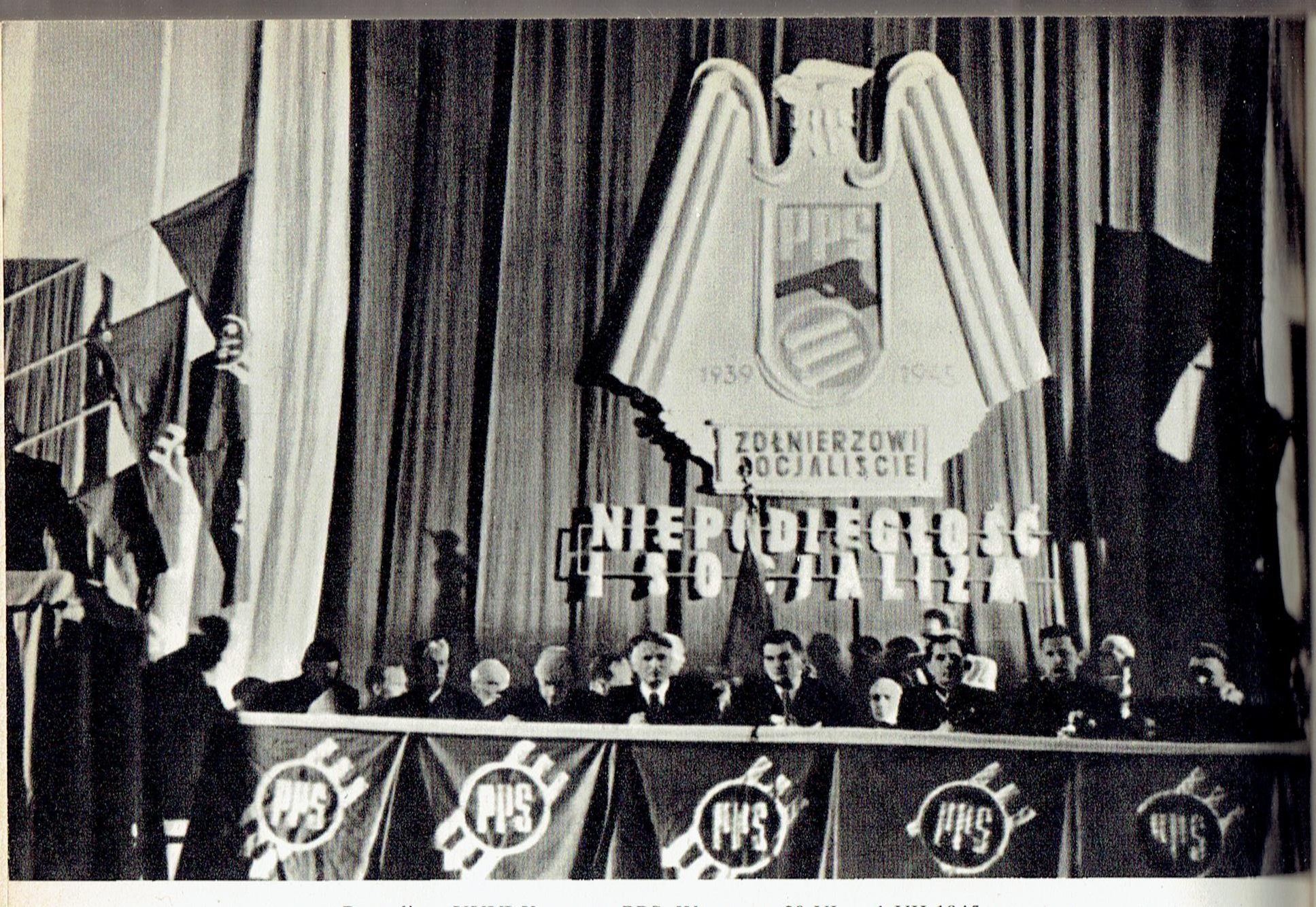
XXVI Kongres PPS 29 czerwca–1 lipca 1945 roku

W rozwoju odrodzonej PPS dużą rolę odegrała konferencja, która odbyła się w Lublinie w dniach 10 i 11 września 1944 roku, a którą określono później jako XXV Kongres tej partii. Wygłoszone na konferencji referaty oraz uchwalone rezolucje pozwoliły ustalić podstawowe założenia ideowe odbudowującej się PPS. Podkreślano w nich wyraźnie, że odrodzona PPS nawiązuje do lewicowych, jednolitofrontowych tradycji ruchu socjalistycznego, w szczególności do zadań ideowo-programowych wypracowanych w okresie okupacji przez RPPS. Zdecydowanie odgrodzono się od tradycji prawicowych i koncepcji programowych przedwojennej PPS, a zwłaszcza od antysowietyzmu i antykomunizmu WRN. Akceptowano zasadę jednolitego frontu i wspólnego działania z Polską Partią Robotniczą (PPR), wezwano wszystkich socjalistów do poparcia i realizacji programu PKWN. Przewodniczącym Rady Naczelnej został Bolesław Drobner, przewodniczącym Centralnego Komitetu Wykonawczego Edward Osóbka-Morawski, sekretarzem generalnym Stefan Matuszewski. Na przełomie lat 1944–1945 partia ta liczyła na ziemiach wyzwolonych 7600 członków.
Wielu działaczy PPS (Julian Hochfeld, Bolesław Drobner i inni) traktowało państwo demokracji ludowej jako „złoty środek” między burżuazyjnym parlamentaryzmem a rewolucyjną władzą i negowało istnienie w Polsce państwa dyktatury proletariatu.
W lutym 1948 r. po licznych atakach przywódców PPR na kierowany przez PPS Centralny Urząd Planowania do dymisji podał się szef tego urzędu – Czesław Bobrowski.
Po powstaniu Polskiej Zjednoczonej Partii Robotniczej w jej statucie znalazł się zapis o nawiązywaniu do tradycji lewicowego nurtu PPS.
Działaczy lewicy socjalistycznej znalazło się w gronie kierowniczym PZPR stosunkowo niewielu. Spośród członków Biura Politycznego jeden z nich, Henryk Świątkowski w maju 1950 r. został usunięty z jego składu. Dwaj inni, młodsi wiekiem i stażem partyjnym – Józef Cyrankiewicz i Adam Rapacki – utrzymali się w ścisłym kierownictwie PZPR przez długie lata, piastując także stanowiska rządowe.

## Od 2005
W III Rzeczypospolitej środowiskiem socjalistycznym niezależnym od Polskiej Partii Socjalistycznej było stowarzyszenie Młodzi Socjaliści, działające w latach 2005–2015 i posiadające status obserwatora w Partii Europejskiej Lewicy.
W lutym 2022 r. w wyniku wewnętrznego konfliktu, od PPS najpierw odłączył się jej okręg dolnośląski, a następnie organizacja młodzieżowa – Czerwona Młodzież (z wyjątkiem okręgu mazowieckiego), która podjęła decyzję o powołaniu niezależnej organizacji. Niedługo potem organizacja ta zniosła górną granicę wiekową dla osób członkowskich i zmieniła nazwę na Czerwoni.